# Ellen Kean

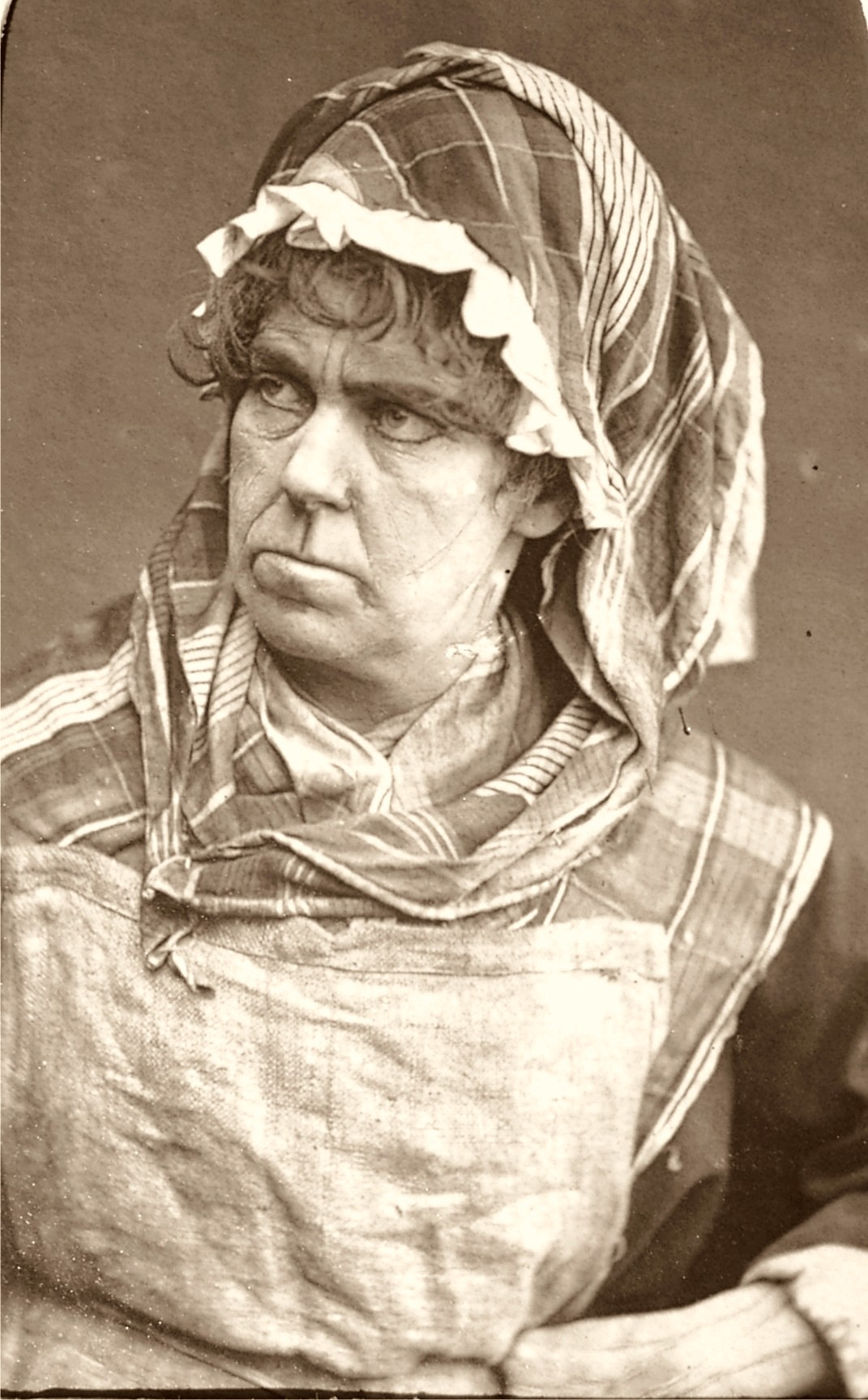
Ellen Kean

Ellen Kean, geb. Tree (* 12. Dezember 1805; † 20. August 1880 in London) war eine britische Schauspielerin.

## Leben

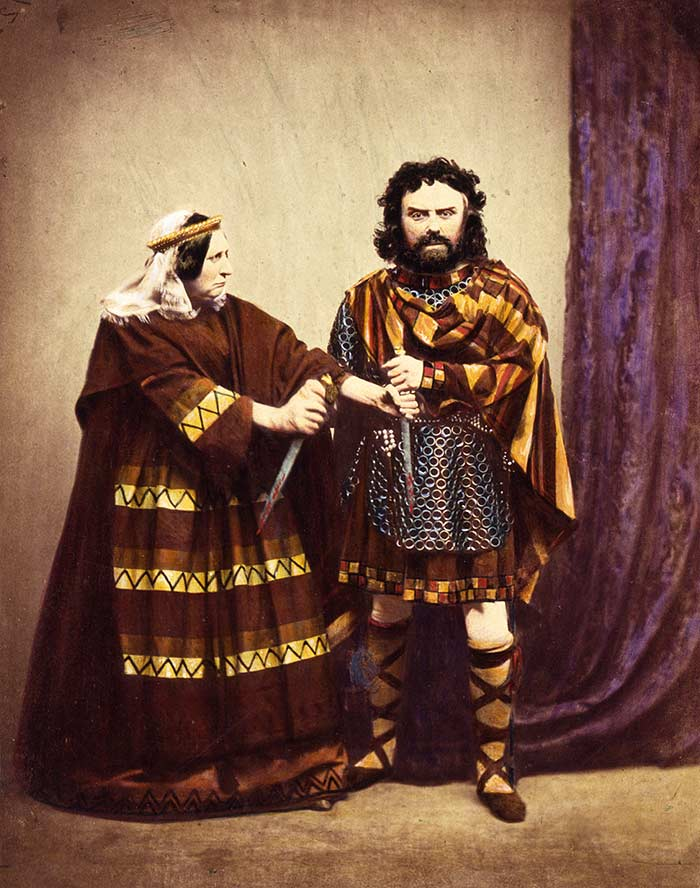
Ellen Kean mit ihrem Ehemann Charles in Macbeth (1858)

Eleonora Tree war die Tochter eines Beamten der britischen Ostindien-Kompagnie; sie hatte noch drei Schwestern, die alle ebenfalls Schauspielerinnen wurden.
Mit 17 Jahren konnte sie unter dem Bühnennamen Ellen Tree 1822 als Olivia in der Komödie „Was ihr wollt“ (William Shakespeare) erfolgreich debütieren. Anschließend hatte sie mehrere Engagements an verschiedenen kleineren Provinztheatern. Aber erst als sie 1826 Mitglied des Ensembles des Drury Lane Theater wurde, konnte sie ihren künstlerischen Durchbruch feiern.
Anschließend wurde Tree an das Theater am Haymarket engagiert, wo sie ebenfalls brillierte. Es folgte eine großangelegte Tournee durch Deutschland und den USA. 1842 heiratete sie ihren Kollegen, den Schauspieler Charles Kean. Als ihr Ehemann 1868 starb, zog sich Ellen Kean von der Bühne zurück und ließ sich in Bayswater (London) nieder. Dort lebte sie bis zu ihrem Tod am 20. August 1880. Ihre letzte Ruhestätte fand sie neben ihrem Ehemann auf dem Friedhof von Catherington, Hampshire.

## Nachruf
Die Times bemerkte in Ellen Keans Nachruf:
... Mrs. Kean is not to be numbered with the greatest votaries of the English stage, but her acting was distinguished by considerable power, tenderness and refinement.
... Frau Kean ließe sich nicht zu den größten Verehrern der englischen Bühne zählen, aber ihr Spiel zeichnete sich durch beträchtliche Kraft, Zärtlichkeit und Raffinesse aus.

## Rollen (Auswahl)
- Olivia – Was ihr wollt (William Shakespeare)
- Julia – Romeo und Julia (William Shakespeare)
- Lady Townley – The provoked husband (John Vanbrugh und Colley Cibber)
- Gertrud – Hamlet (William Shakespeare)
- Lady Macbeth – Macbeth (William Shakespeare)
- Françoise de Foix – Francis I. (Frances Kemble)
- Georgia – The wonder (Susanna Centlivre)
- Christina – La reine de seize ans (Jean-François Bayard)
- Helen – Lover's vow or child of love (Elizabeth Inchbald)